# De vilda svanarna
"De vilda svanarna" (danska: De vilde Svaner) är en saga skriven av H.C. Andersen 1838. Den handlar om en prinsessa vars elva bröder blir förvandlade till elva svanar, och som hon försöker rädda.
Sagan filmades 2009 där den danska drottningen Margrethe II var en av filmens manusförfattare.